# 髙橋亨
髙橋 亨（たかはし とおる、1955年3月3日 - ）は、日本の郵政官僚、実業家。日本郵政取締役副社長や、日本郵便代表取締役社長、同社取締役会長を経て、ゆうちょ財団理事長、通信文化協会理事長。

## 人物・経歴
東京都出身。1977年一橋大学経済学部を卒業し、郵政省入省。同期入省に桜井俊（元総務事務次官）、山川鉃郎（元総務審議官）、南方敏尚（元かんぽ生命保険副社長）、中田睦（KDDI常務）などがいる。郵政省では、主に郵政事業を担当し貯金局規画課を経て、1982年北上郵便局長、1983年九州郵政局人事部管理課長、1985年通信政策局宇宙通信企画課課長補佐、1987年大臣官房人事部管理課課長補佐、1990年近畿郵政局人事部長、1992年貯金局経営計画課経営調査室長。
1995年郵政省貯金局経営計画課長、1998年貯金局経営企画課長、1999年郵務局企画課長、2001年総務省郵政企画管理局郵便企画課長、同年総務省郵政企画管理局総合企画課長、2002年総務省郵政企画管理局総務課長、2004年1月、同省郵政行政局次長。
日本郵政公社郵便貯金事業本部副本部長、株式会社ゆうちょ銀行常務執行役員兼日本郵政株式会社執行役員、株式会社ゆうちょ銀行専務執行役、日本郵政株式会社専務執行役経営企画部門担当兼JPホテルサービス株式会社取締役を経て、2013年1月9日付で日本郵政株式会社取締役執行役副社長に就任し、全国郵便局長会や日本郵政グループ労働組合などの団体との交渉を担当した。
第2次安倍内閣発足にともない、2013年6月20日付で日本郵政株式会社取締役執行役副社長を退任、同2013年6月28日付で日本郵便株式会社代表取締役社長兼執行役員社長に就任。ゆうパック受注増加などで、民営化後初の増収を実現した。2015年6月には、オーストラリア物流最大手のトール・ホールディングスを買収、完全子会社化する。この案件に関し現地で会見を開き、経営統合により「世界トップ5の物流会社となる。」とした。
2016年6月28日付で日本郵便代表取締役会長に退き、翌年代表権のない取締役会長となる。2019年山形県庁で吉村美栄子山形県知事との間で包括連携協定締結の調印を行った。2020年、日本郵便取締役会長退任、一般財団法人ゆうちょ財団理事長就任。2022年から公益財団法人通信文化協会理事長。